# 白眶鸦雀
白眶鸦雀（学名：Sinosuthora conspicillata）为的鸟类，是中国的特有物种。分布于自青海、东至陕西、南抵四川和湖北等地，主要生活于较高的山地竹林及灌丛中。该物种的模式产地在青海极东处。

## 亚种
- 白眶鸦雀指名亚种（学名：Paradoxornis conspicillata conspicillata），是中国的特有物种。分布于青海、甘肃、陕西、四川等地。该物种的模式产地在青海极东部。[3]
- 白眶鸦雀湖北亚种（学名：Paradoxornis conspicillata rocki），是中国的特有物种。分布于湖北等地。该物种的模式产地在湖北西部宜昌及西南部"Hsien-tien-tsze"。[4]